# 김단 (래퍼)
김단(2007년 1월 20일 ~ )은 대한민국의 래퍼다. 2022년 싱글 [Countin 1 2 3]으로 데뷔했다.

## 방송
- 쇼미더머니 11 (2022)
- 더 시즌즈 1 (2023)
- 랩컵 (2024) - Top16(11위)

## 음반
- Countin 1 2 3 (2022)
- 에어포스 1 (2022)
- 제목미정이 (Feat. 차진혁) (2023)
- @danisrisingnow (2023)
- 몽정 (2023)
- SAY LESS (2023)
- STFUnow (2024)
- DANWORLD (2024)